# Nia
Nia là một chi nấm trong họ Niaceae. Chi này chứa ba loài thích nghi với môi trường biển. Tất cả đều thuộc loại nấm phá hủy gỗ, sản sinh những tế bào nhỏ (basidiocarps gasteroid) ẩn vào gỗ ngập nước, gỗ rừng ngập mặn, và nhiều chất tương tự. Loại tiêu biểu Nia vibrissa, phổ biến rộng rãi trong vùng biển ôn đới và nhiệt đới.

## Các loài
- Nia epidermoidea
- Nia globispora
- Nia vibrissa